# چشم‌انداز دانشیا

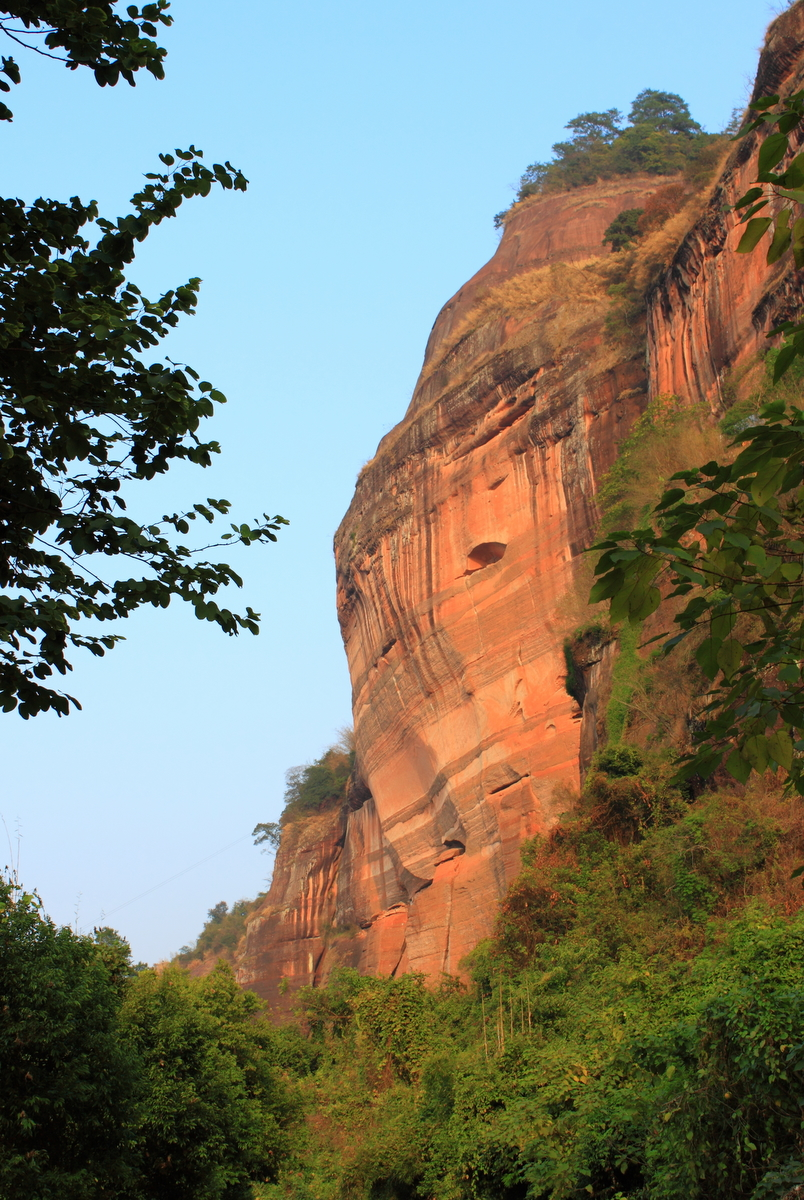
صخره سرخ

چشم‌انداز دانشیا (انگلیسی: Danxia landform) به انواع مختلفی از مناظر اطلاق می‌شود که در جنوب‌شرقی، جنوب‌غربی و شمال‌غربی چین یافت می‌شوند و «شامل لایه‌ای قرمز رنگ هستند که با صخره‌های شیب‌دار شناخته می‌شوند». این نوع خاص از سنگ‌نگاری ژئومورفولوژی در چین مشاهده می‌شود. زمین‌چهرهای دانشیا از ماسه‌سنگ‌ها و جوش‌سنگ‌های قرمز رنگی تشکیل شده‌اند که عمدتاً متعلق به دوران کرتاسه هستند. این مناظر شباهت زیادی به کارست دارند که در مناطق زیرزمینی سنگ آهک ایجاد می‌شود، اما از آنجا که صخره‌های تشکیل‌دهندهٔ دانشیا ماسه‌سنگ‌ها و کنگلومراها هستند، این نوع زمین‌چهرها به عنوان «کارست کاذب» شناخته می‌شوند. این مناظر تحت تأثیر نیروهای درونی (شامل بالاآمدگی زمین‌ساختی) و نیروهای بیرونی (شامل هوازدگی و فرسایش) شکل گرفته‌اند.
اولین مطالعات در مورد زمین‌چهرهای دانشیا در کوه دانشیا نزدیک شائوگوان چین انجام شد. در دهه‌های ۱۹۲۰ و ۱۹۳۰، زمین‌شناسان چینی تلاش کردند تا اطلاعات بیشتری دربارهٔ این ساختارهای ژئومورفیک جالب به دست آورند. زمین‌چهرهای دانشیا از پوسته قاره‌ای برآمده‌ای تشکیل شده‌اند که دچار شکستگی و فرسایش شده‌اند و لایه‌هایی از سنگ‌های قرمز را نمایان کرده‌اند.
این زمین‌چهرها در چندین استان در جنوب‌شرقی چین گسترده شده‌اند. منطقه تاینینگ کانتی در استان فوجیان، نمونه‌های بسیار خوبی از زمین‌چهرهای «جوان» دانشیا را شامل می‌شود که در آن دره‌های عمیق و باریکی شکل گرفته‌اند. با گذر زمان، این زمین‌چهرها گسترش یافته و برج‌ها و برآمدگی‌های ایزوله‌ای تشکیل شده‌اند. منطقه زمین‌چهرهای دانشیا به نام کوه دانشیا که یکی از معروف‌ترین نمونه‌ها از این زمین‌چهرها است، نام‌گذاری شده است. یکی از ویژگی‌های خاص منظره‌های دانشیا، توسعه غارهای متعددی با اندازه‌ها و اشکال مختلف است. این غارها اغلب کم‌عمق و ایزوله هستند، برخلاف زمین‌های کارستی واقعی که غارها معمولاً شبکه‌های عمیق و به هم پیوسته‌ای ایجاد می‌کنند.
در سال ۲۰۱۰، چندین منظرهٔ دانشیا در جنوب چین تحت نام کلی «چین دانشیا» به عنوان میراث جهانی ثبت شدند. شش منطقهٔ ثبت‌شده از زمین‌چهرهای دانشیا عبارتند از: کوه لانگشان و کوه وانفو (هونان)، کوه دانشیا (گوانگ‌دونگ)، تاینینگ کانتی و کوه گوانژی (فوجیان)، کوه لونگهو و گویی‌فنگ (جیانگ‌ژی), فنگیان، ژجیانگ، کوه جیانگ‌لانگ (ژجیانگ), و کوه چی‌شویی (گوئیژو). مجموع مساحت اصلی این شش منطقه ۷۳٬۹۴۵ هکتار است و مساحت حریم آن‌ها ۶۵٬۴۴۶ هکتار می‌باشد.
اگرچه برخی از مناطق برجستهٔ دانشیا مانند پارک ملی زمین‌شناسی دانشیا ژانگ‌یه در این فهرست ثبت نشده‌اند، این زمین‌چهرها همچنان جاذبه‌های طبیعی بی‌نظیری در چین به‌شمار می‌روند.
چین دانشیا یا زمین‌چهر دانشیا چین یکی از زیرمجموعه‌های زمین‌چهرهای دانشیا است که در اوت ۲۰۱۰ به فهرست میراث جهانی اضافه شد. این منطقه شامل چندین سایت زمین‌شناسی منحصر به فرد است که در چین واقع شده‌اند و در آن ویژگی‌های خاصی از سنگ‌های قرمز رنگ نمایان است. این زمین‌چهرها به دلیل شکل‌گیری و ویژگی‌های خاص خود، مورد توجه جهانی قرار گرفته‌اند.
| شماره شناسه سری | نام و مکان                | مختصات                                                          | مساحت                                | تصویر |
| --------------- | ------------------------- | --------------------------------------------------------------- | ------------------------------------ | ----- |
| ۱۳۳۵–۰۰۱        | چیشویی - بخش غربی         | ۲۸°۲۲′۱۱″ شمالی ۱۰۵°۴۷′۳۹″ شرقی / ۲۸٫۳۶۹۷۲°شمالی ۱۰۵٫۷۹۴۱۷°شرقی | املاک: ۱۰۱۴۲ هکتار حریم: هکتار       |       |
| ۱۳۳۵–۰۰۲        | چیشویی - بخش شرقی         | ۲۸°۲۵′۱۹″ شمالی ۱۰۶°۰۲′۳۳″ شرقی / ۲۸٫۴۲۱۹۴°شمالی ۱۰۶٫۰۴۲۵۰°شرقی | املاک: ۱۷۲۲۲ هکتار حریم: هکتار       |       |
| ۱۳۳۵–۰۰۳        | تاینینگ کانتی - بخش شمالی | ۲۷°۰۰′۳۷″ شمالی ۱۱۷°۱۳′۰۷″ شرقی / ۲۷٫۰۱۰۲۸°شمالی ۱۱۷٫۲۱۸۶۱°شرقی | املاک: ۵۲۷۷ هکتار حریم: هکتار        |       |
| ۱۳۳۵–۰۰۴        | تاینینگ - بخش جنوبی       | ۲۶°۵۱′۵۶″ شمالی ۱۱۷°۰۲′۲۲″ شرقی / ۲۶٫۸۶۵۵۶°شمالی ۱۱۷٫۰۳۹۴۴°شرقی | املاک: ۵۸۱۰ هکتار حریم: هکتار        |       |
| ۱۳۳۵–۰۰۵        | لانگشان                   | ۲۶°۲۰′۲۴″ شمالی ۱۱۰°۴۶′۴۵″ شرقی / ۲۶٫۳۴۰۰۰°شمالی ۱۱۰٫۷۷۹۱۷°شرقی | املاک: ۶۶۰۰ هکتار حریم: ۶۲۰۰ هکتار   |       |
| ۱۳۳۵–۰۰۶        | دانشیاشان                 | ۲۴°۵۷′۵۵″ شمالی ۱۱۳°۴۲′۱۲″ شرقی / ۲۴٫۹۶۵۲۸°شمالی ۱۱۳٫۷۰۳۳۳°شرقی | املاک: ۱۶۸۰۰ هکتار حریم: ۱۲۴۰۰ هکتار |       |
| ۱۳۳۵–۰۰۷        | لونگهوشان: بخش لونگهوشان  | ۲۸°۰۴′۱۵″ شمالی ۱۱۶°۵۹′۰۵″ شرقی / ۲۸٫۰۷۰۸۳°شمالی ۱۱۶٫۹۸۴۷۲°شرقی | املاک: ۱۶۹۵۰ هکتار حریم: هکتار       |       |
| ۱۳۳۵–۰۰۸        | لونگهوشان: بخش گویی‌فنگ    | ۲۸°۱۹′۰۳″ شمالی ۱۱۷°۲۵′۱۰″ شرقی / ۲۸٫۳۱۷۵۰°شمالی ۱۱۷٫۴۱۹۴۴°شرقی | املاک: ۲۷۴۰ هکتار حریم: هکتار        |       |
| ۱۳۳۵–۰۰۹        | جیانگ‌لانگ‌شان              | ۲۸°۳۱′۴۷″ شمالی ۱۱۸°۳۳′۵۵″ شرقی / ۲۸٫۵۲۹۷۲°شمالی ۱۱۸٫۵۶۵۲۸°شرقی | املاک: ۶۱۰ هکتار حریم: ۵۷۱ هکتار     |       |